# Boris Iakovlevitch Zeldovitch
Boris Iakovlevitch Zeldovitch (en russe : Бори́с Я́ковлевич Зельдо́вич), né le 23 avril 1944 et mort le 16 décembre 2018, est un physicien russo-américain et un fils du physicien soviétique Iakov Borissovitch Zeldovitch.
Il est docteur en sciences physiques et mathématiques (à partir de 1981) et membre correspondant de l'Académie des sciences de Russie. À partir de 1994, Zeldovitch travaille comme professeur au Collège d'optique et de photonique de l'Université de Floride centrale. Au cours de sa vie, il a reçu un certain nombre de prix prestigieux, dont le Prix d'État de l'URSS en 1983 et le prix Max-Born d'optique physique de l'Optical Society (OSA) en 1997,.
Les intérêts scientifiques de Boris Zeldovich se situent dans les domaines de l'optique non linéaire, de la théorie des guides d'ondes optiques et de l'holographie optique. Il meurt le 16 décembre 2018 à l'âge de 74 ans,,.